# HCP 303D
HCP 303D (seria SU46) – polska lokomotywa spalinowa produkowana w latach 1974–1977 i 1985 przez zakłady HCP w Poznaniu dla PKP. Łącznie wyprodukowano 54 sztuki tego typu.

## Historia
Projekt lokomotywy SU46 powstał w 1972 (równolegle z projektem SP47) i był rozwinięciem konstrukcji spalinowozu SP45. Zastosowano w niej po raz pierwszy elektryczne ogrzewanie wagonów prądem o napięciu 3 kV (dotychczas stosowano ogrzewanie parowe lub elektryczne 500 V), które zapewniała 9-fazowa prądnica prądu przemiennego LCPa-400 o mocy 440 kW z układem prostownikowym (w lokomotywach SU46-053 i SU46-054 prądnica LCPb-400 o mocy 495 kW). Lokomotywa charakteryzowała się także uproszczoną konstrukcją pudła, silnikami o większej mocy niż dotychczas stosowane (zmiana wymuszona zastosowaniem nowego systemu ogrzewania) i zmodyfikowaną budową wózków. Choć konstrukcja była udana, produkcję wstrzymano w roku 1977 w wyniku odgórnych poleceń obligujących zakłady HCP do niezwłocznego rozpoczęcia dostaw lokomotyw ET41. W roku 1985, wykorzystując postęp techniczny i kilkuletnie obserwacje zbudowanych lokomotyw wykonano jeszcze dwa zmodyfikowane egzemplarze (SU46-053 i 054). Różnice były niewielkie. Główna to zastosowanie w szerszym zakresie materiałów i urządzeń krajowych (związane z antyimportową polityką gospodarczą). Ponadto zamiast wzbudnicy zastosowano regulator TUPEX-1, zmieniono sposób zasysania powietrza do wentylatorów silników trakcyjnych – zamiast z wnętrza przedziałów, powietrze było pobierane z zewnątrz przez żaluzje, przekonstruowano nieco wózki, oraz sterowanie hamulcem postojowym za pomocą siłowników hydraulicznych. Z zewnątrz rzucają się w oczy inne żaluzje (o układzie pionowym). Dodatkowo zabudowano mniejsze boczne okna kabin maszynisty. Przez miłośników kolei, jak i kolejarzy nazywana Suką.

## Konstrukcja

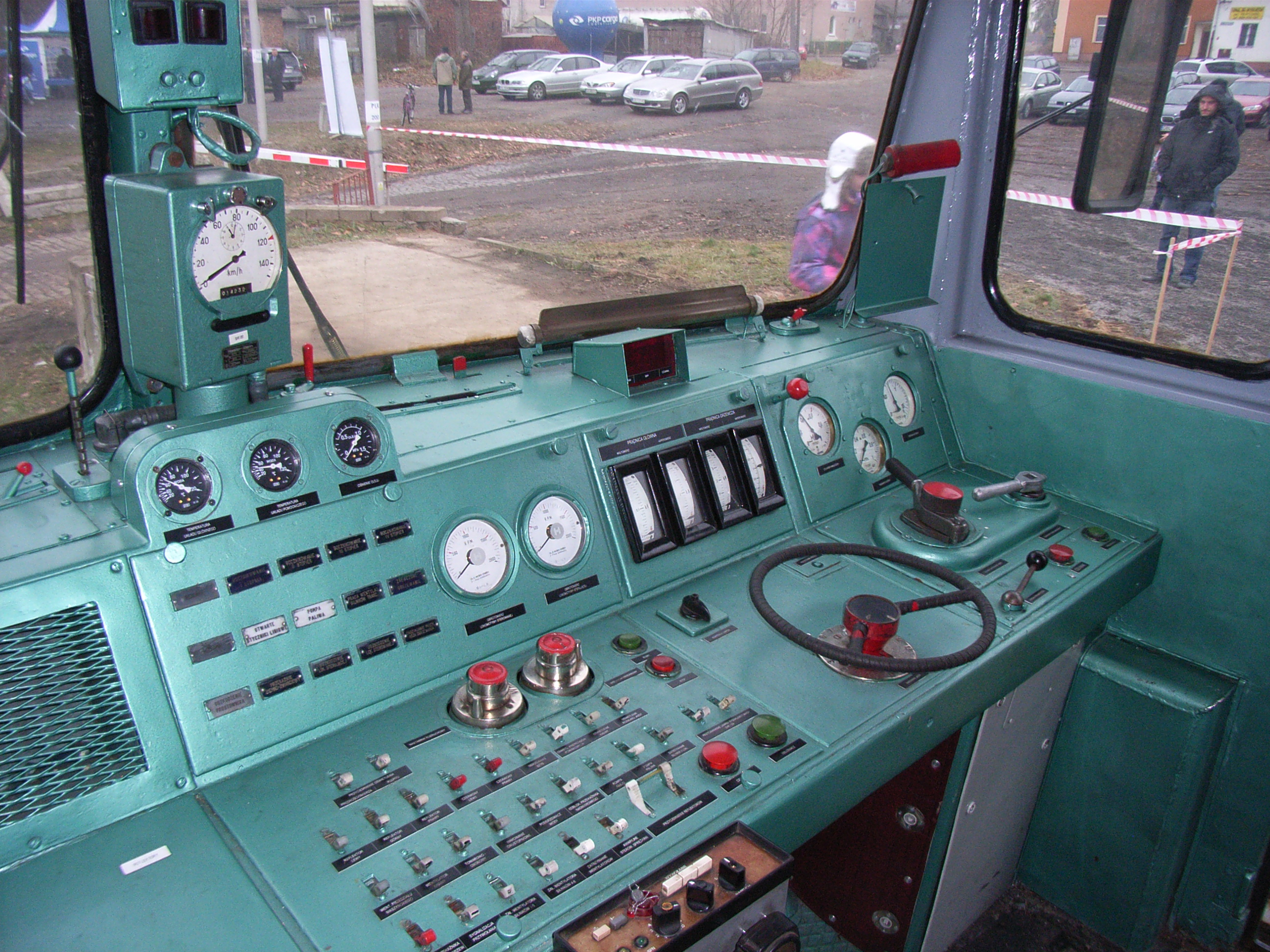
Kabina maszynisty

SU46 to dwukabinowe 6-osiowe lokomotywy o układzie Co’Co’ z przekładnią elektryczną. Źródłem mocy jest wysokodoładowany wysokoprężny czterosuwowy silnik spalinowy z chłodzeniem powietrza doładowującego W2112SSF o mocy 2250 KM (1654 kW), stanowiący modyfikację silnika kolejowego firmy FIAT typu 2112SSF o mocy 1700 KM (1250 kW) który był wcześniej użyty do napędu lokomotyw 301Db (SP45), który napędza prądnicę główną GP846 B1 (napięcie znamionowe – 725 V, prąd znamionowy – 2000 A, moc ciągła – 1450 kW, prędkość obrotowa – 1500 obr./min, wzbudzanie – szeregowo-bocznikowo-obce, masa – 4350 kg), współpracującą ze wzbudnicą typu BA5-72U (prod. „Dolmel” Wrocław, napięcie znamionowe – 190 V, prąd – 45 A, prędkość obrotowa wirnika – 1500 obr./min, wzbudzanie – obce (ok. 10 A), masa – 230 kg) i zasilającą elektryczne silniki trakcyjne LSm-493 (moc – 225 kW, prąd przy obciążeniu ciągłym – 334 A (maks. 565 A), napięcie robocze – 725 V (maks. 850 V), prędkość obrotowa znamionowa – 553 obr./min (maksymalna – 2260 obr./min), zapotrzebowanie powietrza chłodzącego – 66 m³/min, masa – 1890 kg). Ponieważ do rozruchu konieczne jest osiągnięcie temperatury silnika +40 °C, lokomotywa wyposażona jest w opalany olejem napędowym podgrzewacz wody do nagrzewania kadłuba silnika, oleju oraz chłodnicy powietrza doładowującego. Jako źródła prądu użyto
zasadowych akumulatorów niskooporowych typu SJ-200 o napięciu 90 V.

## Eksploatacja

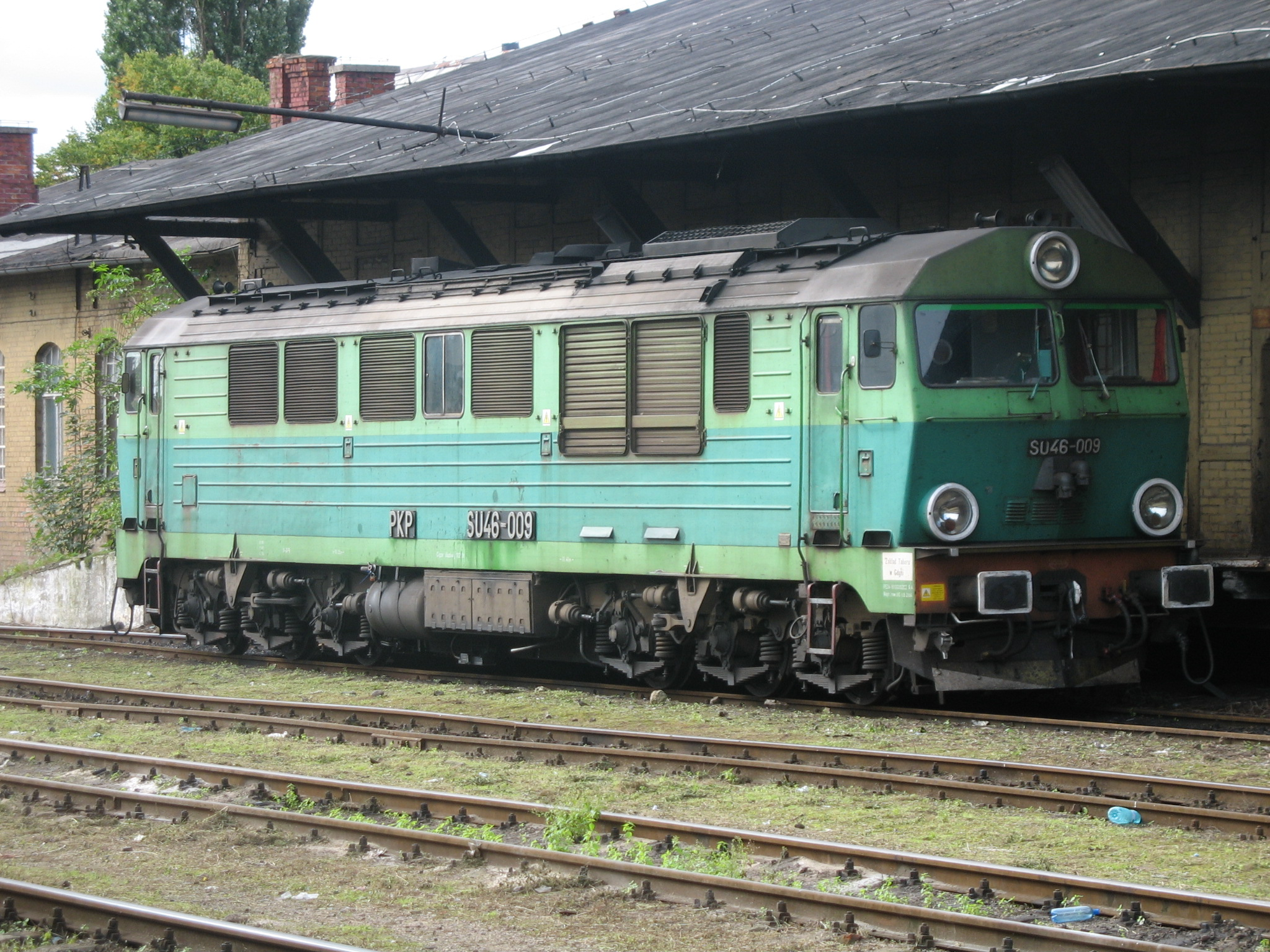
SU46-009 na stacji w Słupsku (2007)

Zamówienia na lokomotywy SU46 związane były ze wzrastającymi w latach 70. XX wieku przewozami pasażerskimi i niedostatkiem taboru do prowadzenia tego typu pociągów na liniach nieelektryfikowanych. Ze względu na uniwersalną charakterystykę SU46 znalazły także zatrudnienie przy obsłudze przewozów towarowych. Cztery lokomotywy tej serii – o numerach 011, 032, 037 i 048 (wtedy stacjonujące w lokomotywowni w Żaganiu) – zostały na przełomie 2004/2005 r. dostosowane do prowadzenia pociągów na sieci DB Netz, później „zgermanizowano” też lokomotywy tejże serii o numerach 013, 023, 025, 026, 034 oraz 043. Obsługiwały także ruch turystyczny na niezelektryfikowanej linii Hel – Gdynia Główna w sezonie letnim, a w zimowym Kościerzyna – Gdynia Główna ze względu na trudny profil trasy. W okresie późniejszym na linii „helskiej” w sezonie letnim zastąpione przez SM42/SU42 w trakcji wielokrotnej i SP32, następnie przez zmodernizowane SU42 z serii 1000. Ostatnia czynna SU46 (SU46-029) została odstawiona w grudniu 2023.